# Szczawa (gmina)
Szczawa – gmina wiejska, w południowej części województwa małopolskiego, w powiecie limanowskim, głównie w Gorcach a częściowo w Beskidzie Wyspowym. Siedzibą gminy jest wieś Szczawa. Wieś zamieszkują Górale Biali.

## Historia
Za pomysłem powstania gminy stoją wieloletnie starania mieszkańców, rozpoczęte w 2008 oraz plany uzyskania przez Szczawę statusu uzdrowiska. Gmina miała zostać wydzielona 1 stycznia 2016 r. z gminy Kamienica. Utworzenie gminy zostało jednak wstrzymane rozporządzeniem Rady Ministrów z dnia 28 grudnia 2015 roku uchylającym rozporządzenie w sprawie utworzenia gminy Szczawa i gminy Grabówka. Trybunał Konstytucyjny orzekł w wyroku z dnia 1 czerwca 2017 roku, iż rozporządzenie uchylające rozporządzenie w sprawie utworzenia gminy jest niezgodne z Konstytucją i ustawą o samorządzie gminnym.
Do pomysłu utworzenia gminy powrócono w 2024. Rozporządzenie Rady Ministrów o utworzeniu gminy przyjęto 1 października 2024. Pierwszym wójtem został dotychczasowy pełnomocnik ds. utworzenia gminy Szczawa Janusz Marek Opyd.

## Struktura powierzchni
W skład gminy wchodzą: obszar obrębu ewidencyjnego Szczawa o powierzchni 2505,66 ha, części włączone z obrębu ewidencyjnego Kamienica o łącznej powierzchni 4,76 ha oraz części włączone z obszaru obrębu ewidencyjnego Zasadne o łącznej powierzchni 1728,11 ha.

## Wójtowie
- Janusz Marek Opyd - 2025 (Pełnomocnik pełniący funkcję wójta Gminy Szczawa)[9]
- Janusz Marek Opyd - od 2025[10]

## Sąsiednie gminy
Dobra, Kamienica, Mszana Dolna, Niedźwiedź, Nowy Targ, Ochotnica Dolna, Słopnice